# Грильбар «Галактика»
«Гриль-бар Галактика» (пол. Grillbar Galaktyka) — науково-фантастичний роман польської письменниці  Майї Лідії Коссаковської, виданий у 2011 році, за який вона отримала нагороду на Меморіальній премії імені Януша Зайделя 2012 року.
Книга повна абсурду й гумору, вона також містить «тонко приховану політичну сатиру».
|                                          | Бо зараз всебічно, дратує зверху вниз маніпулювання їжею, навиками споживання їжі, кулінарними традиціями, ці нестерпні, зарозумілі похованням дорослих, свідомими, розумними істотами в тарілці є проклятою прикрою формою поневолення. Як ви думаєте, почувши про те, як в засобах масової інформації висловлює голоси Блуар або Макар у Європі, що міжгалактична спільнота повинна підніматися в тверезості та обізнаності про відповідальне харчування? Я впевнений, що це ваші просто пунктирні слова. |
| — фрагмент про маніпуляцію їжею, Глава I | |

.

## Сюжет
Події роману розпочинаються в ексклюзивному ресторані під назвою «Плакуча Комета», де подають вишукані страви, приготовані з інгредієнтів з найвіддаленіших куточків Всесвіту. Шеф-кухар, Ермосо Мадрид Івен, керує роботою кухарів, що представляють розумні види з різних планет. Одного разу до «Плакучої Комети» приїжджає Архістратегус Бар, контролер Міністерства здорового харчування Галактичного союзу. Незабаром після цього Івена заарештовують за вбивство важливої фігури. Тому він змушений переховуватися.